# Norman Lubbock Robinson

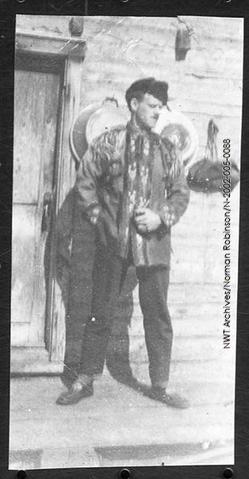
Robinson sloužil jako lodní stevard na parníku Mackenzie

Norman Lubbock Robinson (18. července 1890 Hrabství Wicklow, Irsko – 1951 Calgary, Kanada) byl kanadský fotograf narozený v Irsku, známý pořizováním historických fotografií severu Kanady. Archiv The Northwest Territories Archives obsahuje 709 historických fotografií, které pořídil.

## Životopis
Robinson sloužil v Královské severozápadní jízdní policii (předchůdce RCMP), když se poprvé přestěhoval do Kanady. Během první světové války sloužil u 19. Alberta Dragoons a poté u britské armády Royal Field Artillery. Robinson byl povýšen na 2. poručíka a podle London Gazette, byl zmíněn v depeších dvakrát.
Poté, co se vrátil do Kanady, po válce sloužil jako inspektor u Soldiers Settlement Board. Na počátku dvacátých let 20. století přišel do Severozápadních teritorií, kde strávil pět let prací jako lovec, průvodce a později jako lodní stevard na parníku Mackenzie River. Během tohoto pětiletého období pořídil většinu svých historických fotografií.
V roce 1925 se pokusil znovu vstoupit do RCMP, ale byl odmítnut, protože již nesplňoval požadavky na zrak. Poté až do počátku 30. let 20. století provozoval obchod se dřevem v Kamloops. Oženil se v roce 1928. Po práci v dřevařském průmyslu se pak stal hlídačem a tuto pozici zastával až do roku 1938, kdy s manželkou strávili dva roky v Irsku.
Když v roce 1951 zemřel, pracoval pro Komisi pro pojištění nezaměstnanosti jako referent zaměstnaneckých nároků.

## Galerie

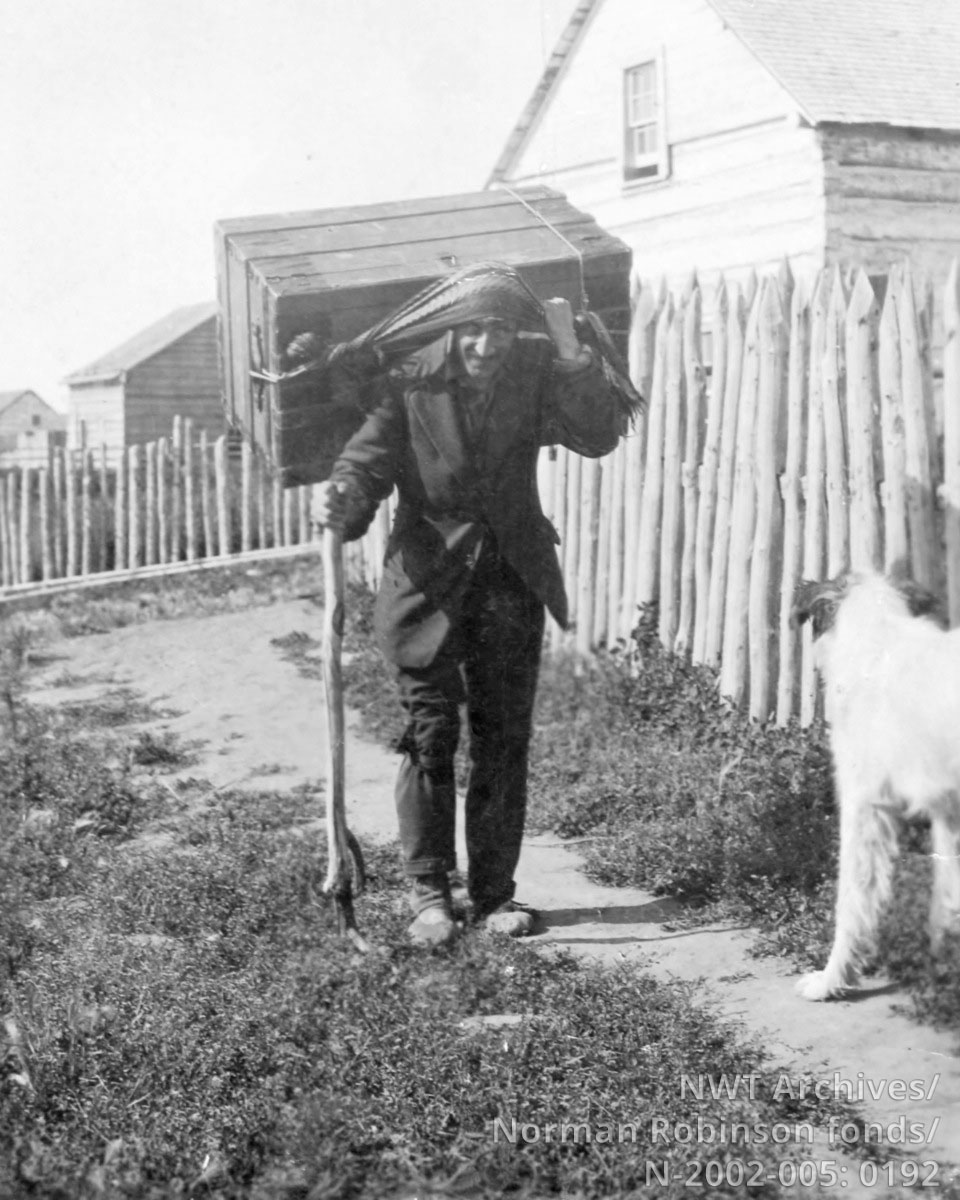
John Hornby with a tump line, his customary pack, at Fort Resolution
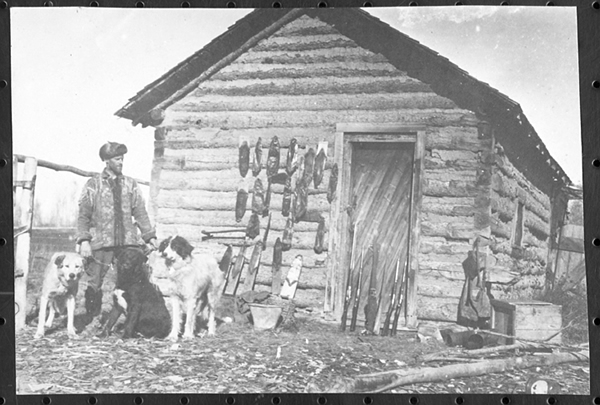
John Hornby and some of his dogs in front of one of his remote trapping cabing, in the NWT
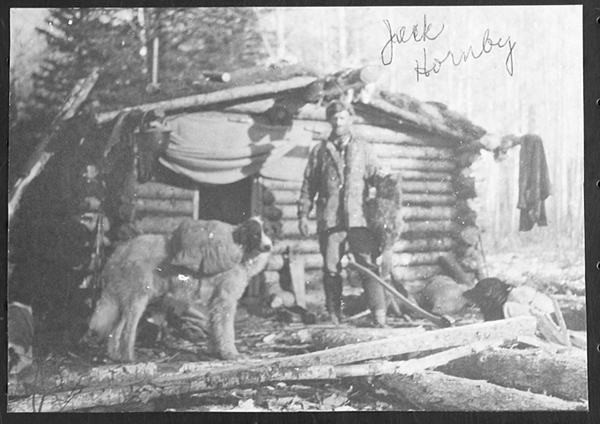
John Hornby and his pack dogs at his frontier cabin